# Drusus marinettae
Drusus marinettae är en nattsländeart som beskrevs av Füsun Sipahiler 1992. Drusus marinettae ingår i släktet Drusus och familjen husmasknattsländor. Inga underarter finns listade i Catalogue of Life.